# Schlagdistanz
Schlagdistanz oder auch Schlagentfernung ist ein Begriff aus dem Sport und dem Militär.
Er bezeichnet auf dem sportlichen Sektor den körperlichen Abstand zum Gegner, aus dem er einen erfolgreichen Treffer erzielen kann, oder auch den Abstand in einer Tabelle oder Rangliste, der einen Sieg als aussichtsreich erscheinen lässt. Im Boxsport befindet sich beispielsweise derjenige in Schlagdistanz, der derart nah am Gegner ist, dass er mit der Faust einen Kopf- oder Körpertreffer erzielen könnte. Das gilt auch beim Karate.